# الیفانت
الینور میراندا سالومه اولاوزداتر (به انگلیسی: Ellinor Miranda Salome Olovsdotter؛ زادهٔ ۸ اکتبر ۱۹۸۵) که به‌طور حرفه‌ای با نام الیفانت (به انگلیسی: Elliphant) شناخته می‌شود، خواننده، رپر و ترانه‌پرداز سوئدی می‌باشد.